# Kouroussa (Präfektur)

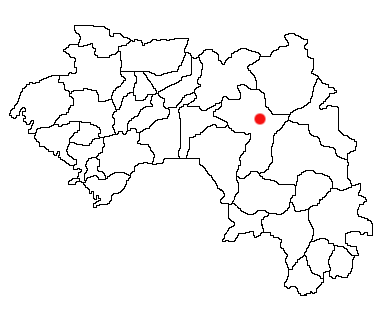
Lage von Stadt und Präfektur Kouroussa in Guinea

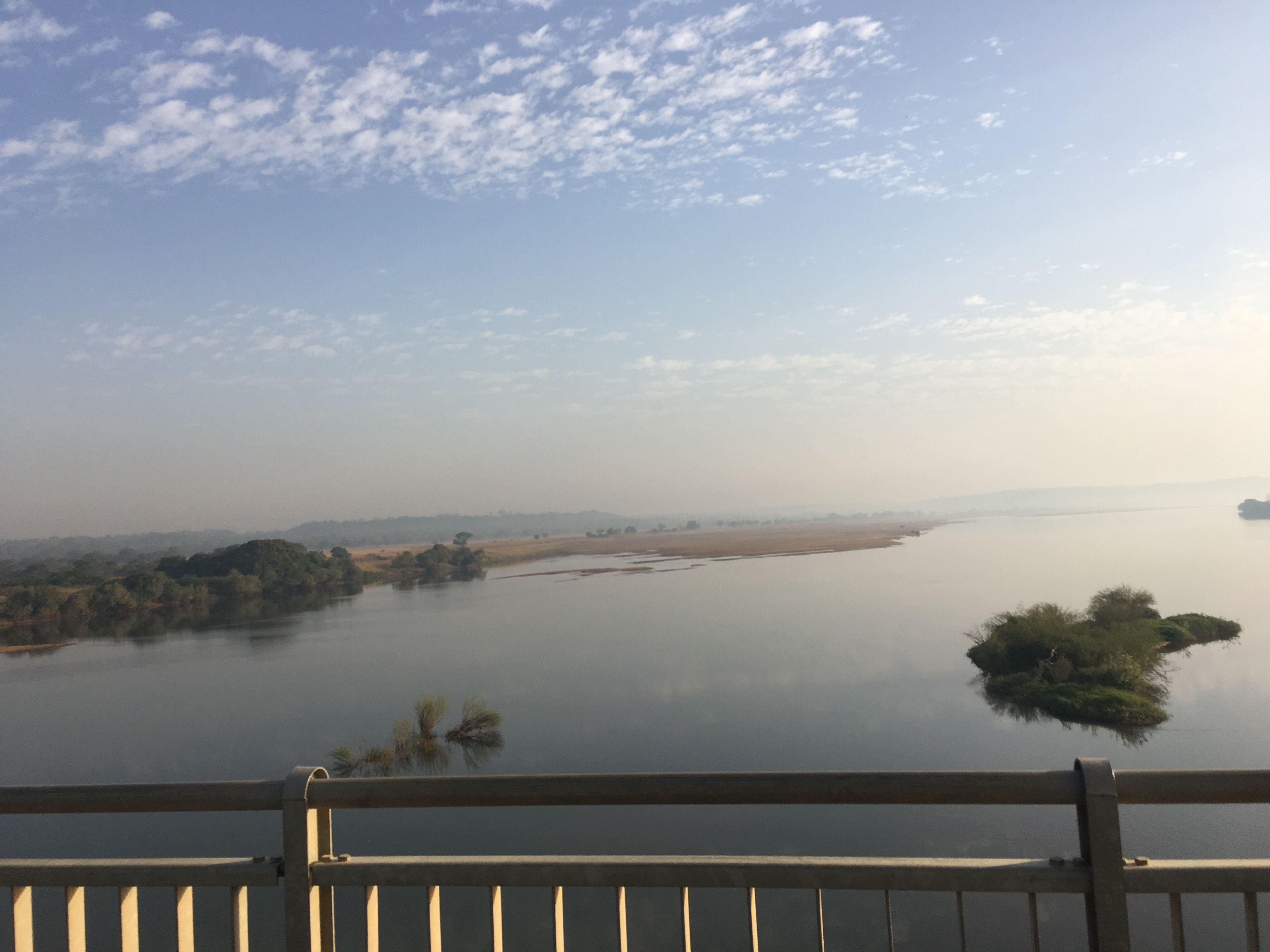
Niger bei Kouroussa

Kouroussa ist eine Präfektur in der Region Kankan in Guinea mit etwa 159.000 Einwohnern. Wie alle guineischen Präfekturen ist sie nach ihrer Hauptstadt, Kouroussa, benannt, die 1996 10.141 Bewohner hatte.

## Geografie
Die Präfektur liegt im Osten des Landes und umfasst eine Fläche von 12.035 km², die hauptsächlich aus Savanne besteht und vom Niger durchflossen wird.

## Bevölkerung
Kouroussa wird von den muslimischen Ethnien Malinke und Dialonke bewohnt. In der Stadt steht ein Denkmal für den französischen Entdecker René-Auguste Caillié, der 1828 als erster Europäer Timbuktu entdeckte.

## Wirtschaft
In Kouroussa werden Reis, Zwiebeln, Hirse, Erdnüsse, Sesam und Baumwolle angebaut und Rinder gezüchtet. Früher war die Stadt ein wichtiger Handelsort für wildes Gummi und Gold. Heute wird Reis exportiert, der im fruchtbaren Nigertal angebaut wird.

## Kultur
Im Dorf Baro wird alljährlich zu Beginn der Regenzeit das Fest „Fête de la mare“ gefeiert.